# Håkon Kindervåg
Håkon Kindervåg (27 settembre 1922 – 11 marzo 1990) è stato un calciatore norvegese, di ruolo attaccante.

## Carriera

### Club
Kindervåg vestì la maglia del Viking dal 1939 al 1940 e dal 1950 al 1959: totalizzò 261 presenze e 116 reti, includendo gli incontri amichevoli. In questi due periodi, vinse due edizioni della Norgesmesterskapet (1953 e 1959) ed il campionato 1957-1958.

### Nazionale
Kindervåg giocò una partita per la Norvegia. Il 4 luglio 1954, infatti, fu in campo nella sconfitta per 1-0 contro l'Islanda.

## Palmarès

### Club

#### Competizioni nazionali
- Coppa di Norvegia: 2

Viking: 1953, 1959
- Campionato norvegese: 1

Viking: 1957-1958